# 波卡希夫
50°44′51″N 25°41′23″E / 50.74750°N 25.68972°E
波卡希夫（烏克蘭語：Покащів），是烏克蘭的村落，位於該國西部沃倫州，由盧茨克區負責管轄，始建於1577年，面積2.84平方公里，海拔高度232米，2001年人口633，人口密度每平方公里222.97人。